# مارك فيتزباتريك
مارك فيتزباتريك (بالإنجليزية: Marc Fitzpatrick)‏ (11 مايو 1986 في المملكة المتحدة - ) هو لاعب كرة قدم بريطاني في مركزي الوسط والظهير. شارك مع منتخب اسكتلندا تحت 21 سنة لكرة القدم. أما مع النوادي، فقد لعب مع كوين أوف ساوث ونادي روس كاونتي ونادي ماذرويل وأردريونيانز ونادي غرينوك مورتون.

## وصلات خارجية
- مارك فيتزباتريك على موقع قاعدة بيانات كرة القدم.إي يو (الإنجليزية)
- مارك فيتزباتريك على موقع Soccerbase.com (لاعب) (الإنجليزية)
- مارك فيتزباتريك على موقع Soccerway.com (الإنجليزية)